# Misericordia (romanzo)
Misericordia (Misericordia) è un romanzo dello scrittore spagnolo Benito Pérez Galdós pubblicato nel 1897.

## Trama

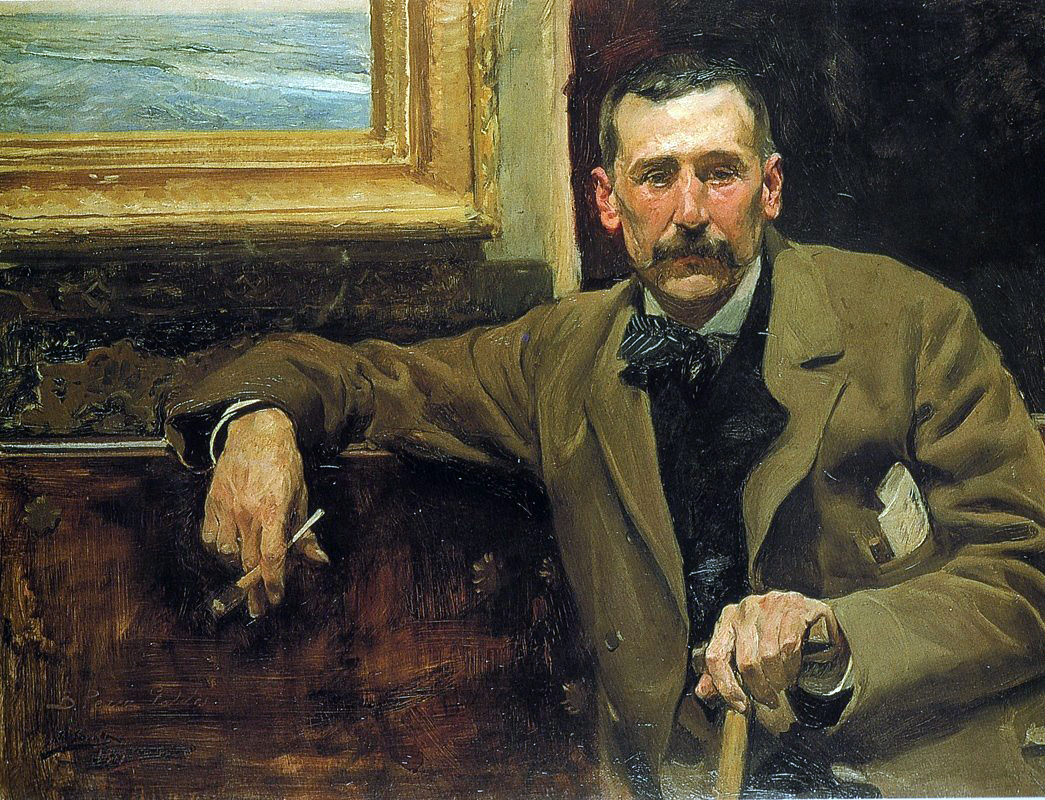
Benito Pérez Galdós nel 1894, ritratto da Joaquín Sorolla.

La storia è ambientata a Madrid, alla fine del XIX secolo. Benina è l'anziana cameriera di Doña Paca, vedova di un alto funzionario governativo caduta nella miseria più nera. Per sfamare Doña Paca e i figli di quest'ultima, Antoñito e Obdulia, Benina si mette a mendicare, fingendo con la padrona che le sue entrate provengano dal mezzo servizio che compie in casa di un prete immaginario, don Romualdo. Benina estende la sua attività benefica anche a Frasquito Ponte, un vecchio dandy caduto in miseria, e ad Almudena, un marocchino cieco suo collega di mendicità. Benina sopporta pazientemente anche le bizze di Doña Paca, ignara dei sacrifici compiuti dalla sua domestica, e la gelosia di Almudena il quale vorrebbe che Benina diventi sua moglie. 
Doña Paca, i suoi figli e Frasquito Ponte ricevono una ricca eredità da un lontano parente; latore della buona notizia è don Romualdo, un prete con lo stesso nome di quello inventato da Benigna. La famiglia di Doña Paca è nuovamente ricca, il sacrificio di Benina viene conosciuto, ma la ricompensa per la vecchia domestica è l'ingratitudine: cacciata dalla casa di Doña Paca, Benina andrà a vivere dal cieco Almudena, bisognoso di assistenza. Verso la fine del romanzo si accenna a un certo ravvedimento da parte dei vecchi padroni: don Frasquito ha un ictus e, nel delirio che precede la morte, rimprovera a Doña Paca l'ingratitudine. Juliana, moglie di Antoñito, crede che i propri figli siano ammalati e che solo Benigna, sicuramente santa per la propria bontà, possa guarirli: Juliana si reca pertanto dalla vecchia domestica accusandosi di ingratitudine («io ho peccato, io sono cattiva») e invitandola a tornare; ma Benigna non vuole abbandonare il povero Almudena e rivolge a Juliana parole di perdono con cui il romanzo si chiude: «Io non sono una santa. Ma i tuoi bambini stanno bene e non hanno alcun male... Non piangere... E adesso torna a casa, e non peccare più.».

## Critica
Pérez Galdós (1843-1920), l'autore di Misericordia, aderisce al programma artistico del Naturalismo, attraverso la riproduzione totale e spietata della realtà, ma non ne accetta i suoi presupposti scientifici: il Fisiologismo e il Determinismo. Per studiare l'ambiente del suo romanzo, il mondo della mendicità madrilena, Pérez Galdós visse a lungo nei bassifondi madrileni, sotto le mentite spoglie di un medico dell'Igiene municipale. Oltre che romanziere, Pérez Galdós è stato anche autore di teatro, portando sulla scena i procedimenti del romanzo e viceversa. In Misericordia troviamo, oltre alla frequenza del dialogo, attribuibile a realismo stilistico, addirittura un dialogo accompagnato da una didascalia (alla fine del capitolo VI).

## Edizioni
- Benito Pérez Galdós, Misericordia, Madrid: Est. Tip. de la Viuda é Hijos de Tello, 1897
- Misericordia: scene di vita madrilena; traduzione italiana di Camillo Berra, Torino: Cosmopolita, 1929
- Misericordia; traduzione di Camillo Berra, Coll. I grandi scrittori stranieri n. 180, Torino: Unione tipografico-editrice torinese, 1954
- Misericordia; Traduzione di Antonio Gasparetti, Coll. Biblioteca Universale Rizzoli nn. 1089-1092, Milano: Rizzoli, 1956
- Misericordia, Traduzione di Gabriele Morelli, Coll. I grandi della letteratura (Serie rilegata) n. 69, Milano: Fabbri, 1970
- Misericordia, Traduzione di Antonio Gasparetti, Coll. Il nostro club. Classici del romanzo, Firenze: Vallecchi, 1971
- Misericordia; Introduzione, traduzione e note di David Urman, Coll. I grandi libri Garzanti n. 446, Milano: Garzanti, 1991